# Podlesie Rudnickie
Podlesie Rudnickie – część wsi Rudniki w Polsce, położona w województwie świętokrzyskim, w powiecie opatowskim, w  gminie Baćkowice.
W latach 1975–1998 Podlesie Rudnickie administracyjnie należało do województwa tarnobrzeskiego.